# جدایی هرات از ایران
برای دیگر کاربردها محاصره هرات (ابهام‌زدایی) را ببینید.

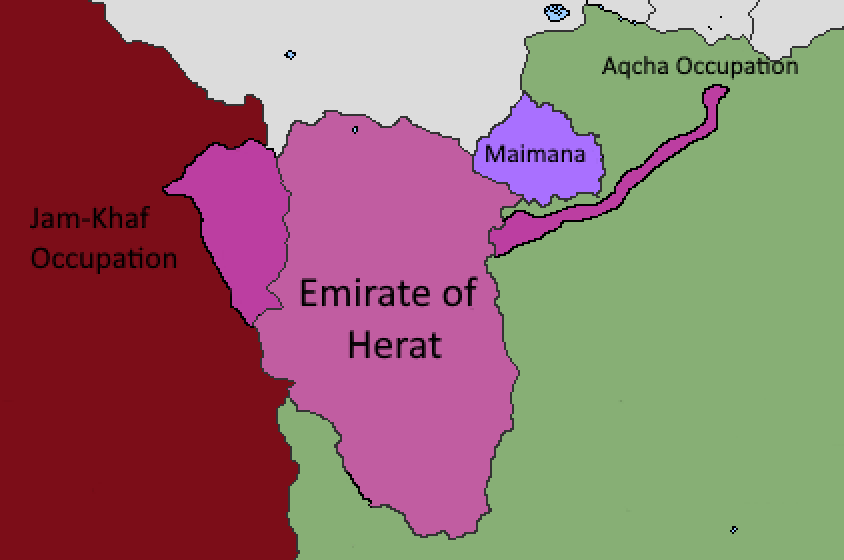
امارت هرات ۱۷۹۳ تا ۱۸۶۳ میلادی

جدایی امیرنشین هرات از ایران یا مسئلهٔ هرات از مهم‌ترین فرازهای تاریخ دو سدهٔ اخیر کشورهای ایران و افغانستان است. پافشاری ایران بر تملک ولایت هرات دو بار مورد اعتراض و هجوم دولت بریتانیا قرار گرفته است که در نهایت موجب جدایی هرات از ایران شد.
مُلک هرات در دوران صفویه، افشاریه و قاجاریه تا دوران سلطنت ناصرالدین شاه و صدراعظمی امیرکبیر همواره جزیی از خراسان و ایران بود.

## تاریخچه
ساکنان اصلی آسیای میانه از مردم ایرانی‌تبار سَکا بودند. مردمان ترک‌تبار از سده پنجم به این‌سو آغاز به نفوذ و کوچ در منطقه کردند. بخش‌های بزرگی از مناطق جنوبی قزاقستان امروزی (در حدود ۶۰۰ هزار کیلومتر مربع) به همراه تمامی ازبکستان و ترکمنستان امروزی (با مجموع حدود ۹۰۰ هزار کیلومتر مربع) از اراضی ایران افشاری تا اواسط قرن هجدهم میلادی (مرگ نادرشاه در سال ۱۷۴۷ میلادی) بخشی از ایران بود. با مرگ نادرشاه، با ضعف دولت ایران، بدون اینکه قراردادی به‌طور رسمی بسته شود حدود ۱٫۵ میلیون کیلومتر مربع از اراضی ایران در آسیای میانه به‌تدریج از کنترل ایران خارج شد. ضمن این‌که این واقعه، در عمل سبب شد تا امپراتوری درانی ایجاد شود و کشوری به نام افغانستان موجودیت پیدا کند. ایران تا عهدنامه پاریس ۱۸۵۷ چنین کشوری را به رسمیت نمی‌شناخت و آن را بخشی از ایران می‌دانست هر چند تنها بر بخش‌های غربی آن (در حدود ۱۶۵ هزار کیلومتر مربع از غرب افغانستان یعنی ولایت هرات تاریخی) تسلط داشت. باید توجه داشت که بر اساس متون و نقشه‌های قدیمی، منظور از ولایت هرات که در ۱۸۵۷ از ایران جدا شد (شکل‌گیری افغانستان) نه ولایت هرات امروزی بلکه منطقه‌ای به گستردگی چهار ولایت امروزی افغانستان بود که شامل چهار ولایت هرات، ولایت بادغیس، ولایت فراه و ولایت نیمروز امروزی و در حدود یک چهارم مساحت افغانستان امروزی است.

## دوران صفویه و افشاریه

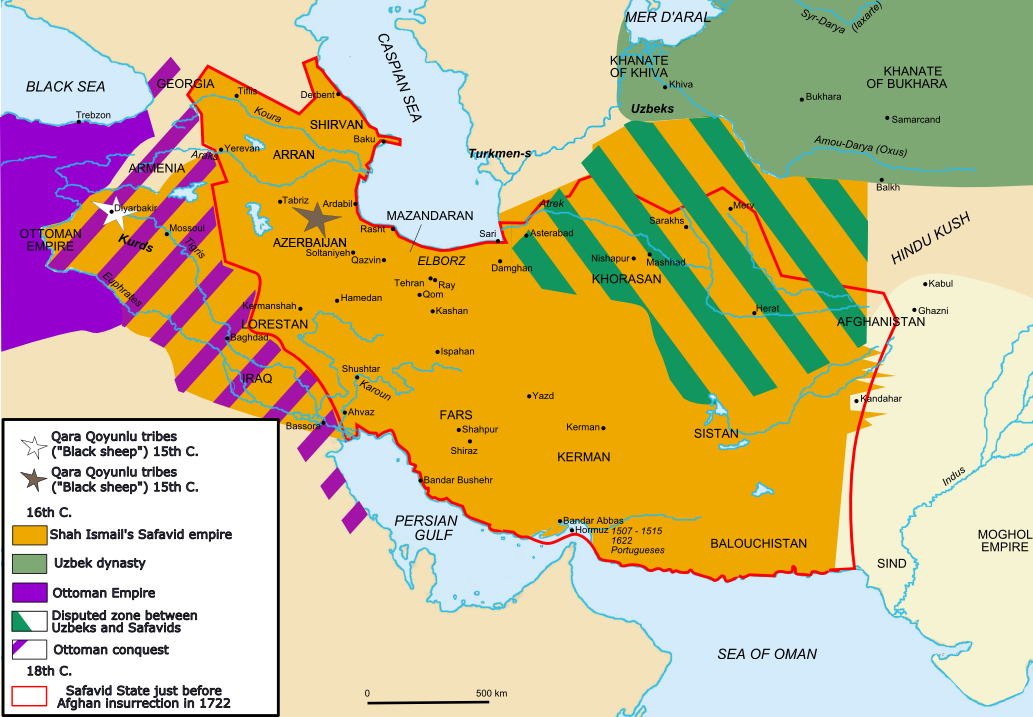
مرزهای پادشاهی صفویان در بازه‌های زمانی گوناگون

در سدهٔ ۱۶م هرات تحت کنترل ایران صفوی قرار گرفت. در دوران صفوی هرات مهم‌ترین شهر و مرکز خراسان محسوب می‌شد. شاه عباس یکم در این شهر به دنیا آمد و تا پیش از به سلطنت رسیدن در این شهر زندگی می‌کرد.
هرات همواره مورد طمع شیبک خان و ازبک‌ها بود؛ حتی چندبار این شهر به دست ازبک‌ها افتاد. اما سلطهٔ ازبک‌ها بر این شهر کوتاه مدت بود و آن‌ها از ضعف حاکمان محلی صفوی در دوران سلطنت شاه تهماسب یکم و محمد خدابنده و اوایل سلطنت شاه عباس یکم استفاده کرده و هر بار برای مدت کوتاهی این شهر را در اشغال داشتند. گفتنی است پس از سرنگونی صفویان، هرات مدتی در اشغال طایفهٔ ابدالی بود که به‌دست نادرشاه افتاد. پس از مرگ نادر، افغان‌ها بر هرات مسلط شدند. در دوران معروف به بازی بزرگ مأموران بریتانیایی در هرات فعال بودند و از جدایی هرات از حکومت ایران پشتیبانی می‌کردند.

## دوران قاجار
در ۱۲۴۹ ه‍.ق عباس میرزا از سوی فتحعلی‌شاه مأمور پس گرفتن هرات از افغان‌ها شد. مرگ عباس میرزا در راه مشهد این کار را ناتمام گذاشت. محمدشاه نیز کوششی برای فتح هرات کرد که ناکام ماند.
در زمان ناصرالدین‌شاه، امیر کبیر صدراعظم ایران که هرات را با تدبیر، تحت تابعیت ایران نگاه داشته بود، به فرمان ناصرالدین شاه جوان کشته شد و میرزا آقاخان با کمک سفارت انگلستان در تهران به‌جای او صدراعظم (نخست‌وزیر) ایران گردید و در نهانی مقرر شد ترتیب واگذاری هرات را به افغانستان فراهم کند. در این موقع سلطان مراد میرزا حسام السلطنه استاندار خراسان بود و دوست محمد خان امیر افغانستان به تحریک انگلستان تصمیم گرفت هرات را به تصرف آورد و به حوزهٔ حاکمیتی خود ضمیمه نماید، لذا شورشی در هرات برپا کردند. حسام‌السلطنه، با سپاه تحت فرمان خود در خراسان و افراد مکری کمک نیروهای ایلات و طوایف خراسان به سوی هرات لشکر کشید، نیروهای ناصرالدین‌شاه تحت فرمان حسام‌السلطنه هرات را محاصره کرده و در سال ۱۲۷۳ ه‍.ق (۱۸۵۷ میلادی و ۱۲۳۶خورشیدی) این شهر را پس گرفتند.

دولت انگلستان هم نیروی نظامی به جنوب ایران وارد کرد و کشتی‌های جنگی‌اش در بندر بوشهر لنگر انداخت و به جزیره خارک و بوشهر نیرو پیاده نمود و آنها را به تصرف درآورد. میرزا آقاخان نوری نخست‌وزیر دست نشانده سعی داشت با انگلیس مصالحه نماید؛ لذا ناصرالدین‌شاه را وادار ساخت که به حسام السلطنه فرمان دهد تا هرات را تخلیه کند و به مشهد برگردد.
حسام السلطنه محرمانه به ناصرالدین شاه پیغام داد که: «از آمدن کشتی‌های جنگی انگلستان به بندر بوشهر و پیاده شدن نیروهایش در جزیره خارک و بوشهر نگران نباشید، زیرا سپاهیان هند در این موقع در هندوستان شورش کرده‌اند و انگلستان سخت گرفتار فرونشاندن این شورش است، زحمت ما را به هدر ندهید، ما می‌توانیم تا هندوستان هم برویم». ولی میرزا آقاخان نوری، ناصرالدین شاه را از موافقت با این پیشنهاد بازداشت و حتی او را متوجه به موضوعی خیالی ساخت که اگر حسام السلطنه هندوستان را بگیرد، در آن صورت سلطنت ایران را هم به سادگی و آسانی به دست خواهد آورد.
لذا ناصرالدین شاه امر اکید به حسام السلطنه صادر کرد که فوری هرات را تخلیه کرده و به مشهد مراجعت کند. و الا یقین خواهد کرد که او متمرد و یاغی شده است. حسام السلطنه ناچار با تأسف بسیار قوی خود را از هرات خارج ساخت و ملک هرات را به افغان‌ها واگذاشت و به مشهد برگشت.
پس از بحرانی شدن روابط ایران و بریتانیا، سرانجام در سال ۱۲۳۶ خورشیدی (۱۸۵۷ میلادی)، معاهده پاریس در شهر پاریس میان نماینده ایران در پاریس فرخ خان امین الملک و سفیر بریتانیا در فرانسه لرد کاولی در پانزده فصل امضا شد. طی این معاهده قرار شد که نیروهای بریتانیا از بندرها و جزایر جنوب ایران خارج شوند و در عوض دولت ایران نیز سپاهیان خود را از هرات فراخوانده و از هرگونه حاکمیت بر هرات و افغانستان صرف نظر کرده و متعهد شد تا در منازعات با افغان‌ها به دولت بریتانیا به عنوان قاضی و میانجی رجوع کند. دولت بریتانیا هم تعهد داد تا از هر تشویشی از ناحیه افغانستان برای دولت ایران جلوگیری کرده و شأن و حیثیت دولت ایران را رعایت نماید اینگونه ایران استقلال افغانستان را به رسمیت شناخت. این معاهده دست ایران را به کلی از دخالت در افغانستان کوتاه کرد و هرات برای همیشه از ایران جدا شد و افغانستان نیز با عنوان استقلال‌یابی از ایران استقلال تام یافت. بدین شکل خاطر بریتانیا برای دفاع از هندوستان (هند بریتانیا) راحت شد. پس از جنگ هرات قسمت‌هایی از شرق هریرود به بعد (شامل هرات) به افغانستان پیوست شد.

### جنگ هرات
که در اوایل حکومت محمدشاه رخ داد، سپاهیان ایران هرات را که حاکم آن با پشتیبانی انگلیسی‌ها اعلام استقلال کرده بود محاصره کردند. اما به علت اشغال جزیره خارگ به‌وسیلهٔ نیروی دریایی انگلیس و اولتیماتوم آن کشور به ایران، سپاهیان ایران به محاصرهٔ هرات پایان دادند و این امر به‌تدریج مقدمات جدایی هرات را از ایران فراهم ساخت تا اینکه در سال ۱۸۵۷ میلادی (برابر با ۱۲۷۳ قمری و ۱۲۳۶ خورشیدی) از ایران جدا شد.

## تلاش برای الحاق دوباره به ایران
پس از مرگ دوست محمدخان و ایجاد هرج و مرج و ناامنی در افغانستان، دولت انگلیس از تخریب هرات و حملهٔ شورشیان به آن هراسناک بود و به دلیل اینکه همچنان چشم‌داشت زیادی به استعمار هرات داشت، تصمیم گرفت هرات را برای مدت نامعلومی به‌طور امانی تحت حاکمیت ایران قرار دهد. بدین جهت رونالد تامسون وزیر مختار انگلیس در ایران در اکتبر ۱۸۷۹ م (۱۲۵۸ خورشیدی) این پیشنهاد را از طرف دولت متبوعش به دولت ایران ارائه کرد. ناصرالدین شاه و صدراعظم او حسین خان سپهسالار قرارنامهٔ مزبور را در دولت مطرح و آن را مورد بررسی و مطالعه قرار دادند و با اطرافیان خود در باب آن مشورت کردند. از جمله ایراد عمده‌ای که به آن گرفته شد ذکر کلمهٔ «امانت» در قرارنامه بود که می‌گفتند اگر پس از آنکه دولت ایران متحمل زحمت و مرارت شد و مبالغی در این راه هزینه کرد و پس از مثلاً شش ماه دولت انگلیس تصمیم گرفت هرات را از قلمرو ایران جدا نماید چه خواهد شد؟ مذاکرات با دولت انگلیس در باب حذف این شرط از قرارنامه هم نتیجه نداد. به این جهت با آنکه ناصرالدین شاه در این باره به استخاره هم متوسل شد و استخاره هم «بسیار بسیار خوب» آمد، مدتی سرگردان و حیران بودند و نمی‌توانستند تصمیم بگیرند و بالاخره بهتر آن دیدند که آن را قبول نکنند و به مقامات انگلیس پاسخ رد داده شد.